# Sistema de som Movietone

Esquerda: trilha Movietone com densidade variável. Direita: Pista de área variável.

O sistema de som Movietone é um método óptico de gravação de som em filmes que garante a sincronização perfeita entre a imagem e o áudio. As patentes foram adquiridas em 23 de Julho de 1926 pela Fox Film.
Para alcançar essa sincronização, o sistema grava o som como uma faixa óptica de densidade variável na mesma tira de filme que captura as imagens. A versão inicial era capaz de uma resposta de frequência de 8500 Hz. Embora os filmes sonoros de hoje usem trilhas de área variável, qualquer cinema moderno (excluindo aqueles que fizeram a transição para o cinema digital) pode reproduzir um filme Movietone sem modificações no projetor (embora se a unidade de som do projetor tiver sido equipada com LED vermelho ou fontes de luz laser, a qualidade de reprodução de uma faixa de densidade variável será significativamente prejudicada). Movietone foi um dos quatro sistemas de som de filmes em desenvolvimento nos Estados Unidos durante a década de 1920, sendo os outros DeForest Phonofilm, Warner Brothers' Vitaphone e RCA Photophone, embora Phonofilm fosse principalmente uma versão inicial do Movietone.